# کوین بارتلت (بازیکن فوتبال، زاده ۱۹۶۲)
کوین بارتلت (انگلیسی: Kevin Bartlett; ۱۲ اکتبر ۱۹۶۲ – ) بازیکن فوتبال اهل بریتانیا بود.
از باشگاه‌هایی که در آن بازی کرده‌است می‌توان به باشگاه فوتبال وست برومویچ آلبیون، باشگاه فوتبال پورتسموث، باشگاه فوتبال کمبریج یونایتد، باشگاه فوتبال نوتس کانتی، باشگاه فوتبال فارم تاون، باشگاه فوتبال پورت ویل و باشگاه فوتبال کاردیف سیتی اشاره کرد.